# Adustochaete
Adustochaete is een geslacht van schimmels behorend tot de orde Auriculariales. De typesoort is Adustochaete rava.

## Soorten
Volgens Index Fungorum telt het geslacht drie soorten (peildatum april 2023):
| Soortnaam               | Auteur(s)               | Publicatiejaar |
| ----------------------- | ----------------------- | -------------- |
| Adustochaete interrupta | Spirin & Malysheva      | 2019           |
| Adustochaete nivea      | Alvarenga               | 2020           |
| Adustochaete rava       | Alvarenga & K.H. Larss. | 2019           |